# Coalition for Reforms and Democracy
La Coalition for Reforms and Democracy, aussi connue sous l'acronyme CORD, est une coalition fondée le 4 décembre 2012 en vue des élections générales kényanes de 2013 entre quatorze partis politiques. En avril 2013, trois partis quittent la coalition pour celle de Jubilee Alliance.
Sa devise est « Unleashing Kenya's potential » qui peut être traduite par « Libérant le potentiel du Kenya ».

## Liste des partis adhérents
- Orange Democratic Movement (ODM)
- Wiper Democratic Movement Kenya (WDM-K)
- Forum for the Restoration of Democracy–Kenya (FORD-K)
- Federal Party of Kenya (FPK)
- Chama Cha Uzalendo (CCU)
- Peoples Democratic Party (PDP)
- The Independent Party (TIP)
- Kenya Social Congress (KSC)
- Mkenya Solidarity Movement (MSM)
- United Democratic Movement (UDM)
- Chama Cha Mwananchi (CCM)

Le Muungano Development Movement Party of Kenya (MP) qui était membre de la coalition en 2012 quitte celle-ci en avril 2013 pour rejoindre la coalition Jubilee Alliance. Le Labour Party of Kenya (LPK) et le Kenya African Democratic Union-Asili (KADU-A) suivent le mouvement d'abandon